# Torneio de Montreux de 1934
O Torneio de Montreux de 1934  foi a 13ª edição do Torneio de Montreux..

## Resultados
|    | Equipe       | Pts | J | V | E | D | GM | GS | DG  |
| -- | ------------ | --- | - | - | - | - | -- | -- | --- |
| 1º | HC Montreux  | 10  | 6 | 5 | 0 | 1 | 34 | 8  | 26  |
| 2º | Estugarda RC | 10  | 6 | 5 | 0 | 1 | 30 | 11 | 19  |
| 3º | Genéve RHC   | 3   | 6 | 1 | 0 | 4 | 15 | 29 | -14 |
| 4º | Roma HC      | 1   | 6 | 0 | 1 | 5 | 6  | 37 | -31 |

|              | ROM | GEN | EST | MON  |
| ------------ | --- | --- | --- | ---- |
| Roma HC      |     | 2-2 | 0-8 | 0-12 |
| Genéve RHC   | 4-2 |     | 1-6 | 3-7  |
| Estugarda RC | 5-1 | 7-5 |     | 2-3  |
| HC Montreux  | 6-1 | 5-0 | 1-2 |      |